# Instituto Internacional de Sociología Jurídica
El Instituto Internacional de Sociología Jurídica (IISJ) de Oñate (España) se ocupa de la sociología del derecho y de estudios sociojurídicos, siendo un lugar de referencia para quienes trabajan en el ámbito de las ciencias jurídicas y sociales.

## Historia
El Instituto Internacional de Sociología Jurídica en Oñate fue creado por el Comité de Investigación de Sociología Jurídica de la Asociación Internacional de Sociología y el Gobierno Vasco en 1988.
Desde 1989 está ubicado en las instalaciones de la antigua Universidad de Oñate. El director fundador del IISJ, André-Jean Arnaud, colocó placas de bronce en los muros del edificio renacentista donde se nombran algunos de los precursores de la moderna Sociología del Derecho: Montesquieu, Henry James Sumner Maine, Francisco Giner de los Ríos, Henri Lévy-Bruhl, Achille Loria, Leon Petrażycki, Émile Durkheim, Max Weber, Eugen Ehrlich, Karl Renner, Karl N. Llewellyn, Theodor Geiger, Georges Gurvitch, Nicholas S. Timasheff.
El IISJ tiene cuatro idiomas oficiales: inglés, francés, castellano y euskara. La biblioteca socio-jurídica del Instituto, inaugurada en 1989, es una de las más extensas de Europa e incluye importantes colecciones en inglés y español, así como material significativo en francés, alemán e italiano. Organiza talleres socio-jurídicos y estudios de posgrado sobre sociología jurídica. Las publicaciones de dichos talleres se producen regularmente en dos colecciones, en inglés y castellano.
El Instituto tiene una dirección científica rotativa (André-Jean Arnaud, 1989-91; Paavo Uusitalo, 1991-92; Rogelio Pérez Perdomo, 1992-93; Roberto Bergalli, 1993-95; Johannes Feest, 1995-97; Jacek Kurczewski, 1997-98; Pierre Guibentif, 1998-00; William Felstiner, 2000- 2002; Manuel Calvo-García, 2002-2003; Volkmar Gessner, 2003-2005; Joxerramon Bengoetxea, 2005-2007; Carlos Lista, 2007-2009; Sol Picciotto 2009-2011; Angela Melville 2011-2013; Adam Czarnota 2013-2016; Vincenzo Ferrari, 2016-2018).